# Симонович Ілля Тарасович
Ілля Тарасович Симонович (3 вересня 2002, Луцьк — 25 лютого 2022, Херсонська область) — солдат Збройних Сил України, учасник російсько-української війни, який загинув під час російського вторгнення в Україну.

## Життєпис
Народився 3 вересня 2002 року в м. Луцьку на Волині.
Навчався у ЗОШ№ 25 до 9 класу.
З перших днів російського вторгнення в Україну став на захист України.
Згідно з повідомленням Волинської обласної військової адміністрації, військовослужбовець помер від поранень у боях під час оборони Антонівського мосту на Херсонщині.
Похований на Алеї почесних поховань міського кладовища у с. Гаразджа.

## Нагороди
- орден «За мужність» III ступеня (2022, посмертно) — за особисту мужність і самовіддані дії, виявлені у захисті державного суверенітету та територіальної цілісності України, вірність військовій присязі[3].